# Миньямбрес, Оскар
Оскар Миньямбрес Паскуаль (род. 1 января 1981 года в Фуэнлабраде) — испанский футболист.
Играл или на позициях защитника и полузащитника на правом фланге. Его профессиональная карьера была омрачена постоянными травмами.

## Карьера
Миньямбрес родился в Фуэнлабраде, Мадрид, и является воспитанником местного «Реала». Футболист впервые сыграл в первой команде 10 февраля 2002 года, он провёл полный домашний матч чемпионата против «Лас-Пальмаса», «Реал» разгромил соперника со счётом 7:0. В том же году он дебютировал в Лиге чемпионов, сыграв в выездном матче против «Порту» и отдав результативную передачу на Сантьяго Солари, королевский клуб выиграл со счётом 2:1.
После многих лет борьбы с травмами и аренды в «Эспаньол» на 2004/05 сезон Миньямбрес стал свободным агентом, так как «Реал Мадрид» не продлил с ним контракт. 8 августа 2007 года «Marca» официально объявила, что он будет играть в ближайшие три года за клуб из второго дивизиона, «Эркулес Аликанте». На следующий день, однако, он аннулировал свой контракт с командой, так как не успел залечить травму колена, в итоге он ушёл из футбола.

## Достижения
- Чемпионат Испании: 2002/03
- Лига чемпионов УЕФА: 2001/02
- Суперкубок УЕФА: 2002
- Межконтинентальный кубок: 2002